# Vallée des Huiles
La vallée des Huiles (ou Val de l'Hüille) est une vallée alpine française située en Savoie. Elle se trouve au nord-est de La Rochette, entre le haut du val Gelon et le col du Grand Cucheron qui la relie à la Maurienne.

## Toponymie
Le nom de la vallée, les Huiles, provient de la montagne de l'Aiguille ou d'un château. 
On trouve ce nom sous les formes L'Euille, L'Ullie, L'Huïlle, L'Heuille ou encore l'Aiguille. Huile vient du mot Hullie ou Hüille (en savoyard), signifiant « aiguille », même s'il n'existe qu'un relief de ce type au niveau de La Table.

## Géographie
Le territoire correspond à la haute-vallée du Gelon, au-dessus de La Rochette. Il est constitué des trois communes de Bourget-en-Huile, de La Table et du Pontet.
Le pic de l'Huile, aussi appelé « montagne de l'Aiguille » correspond à une « pyramide massive, isolée, noire de forêts […] pointe brisée au Nord-Est et se projetant en aiguille sur l'ouverture de la vallée ».
En amont, la vallée débute par la source du Gelon aux tourbières de Montendry-Montgilbert, non loin du col du Petit Cucheron, point de passage avec la Maurienne, et du fort de Montgilbert.

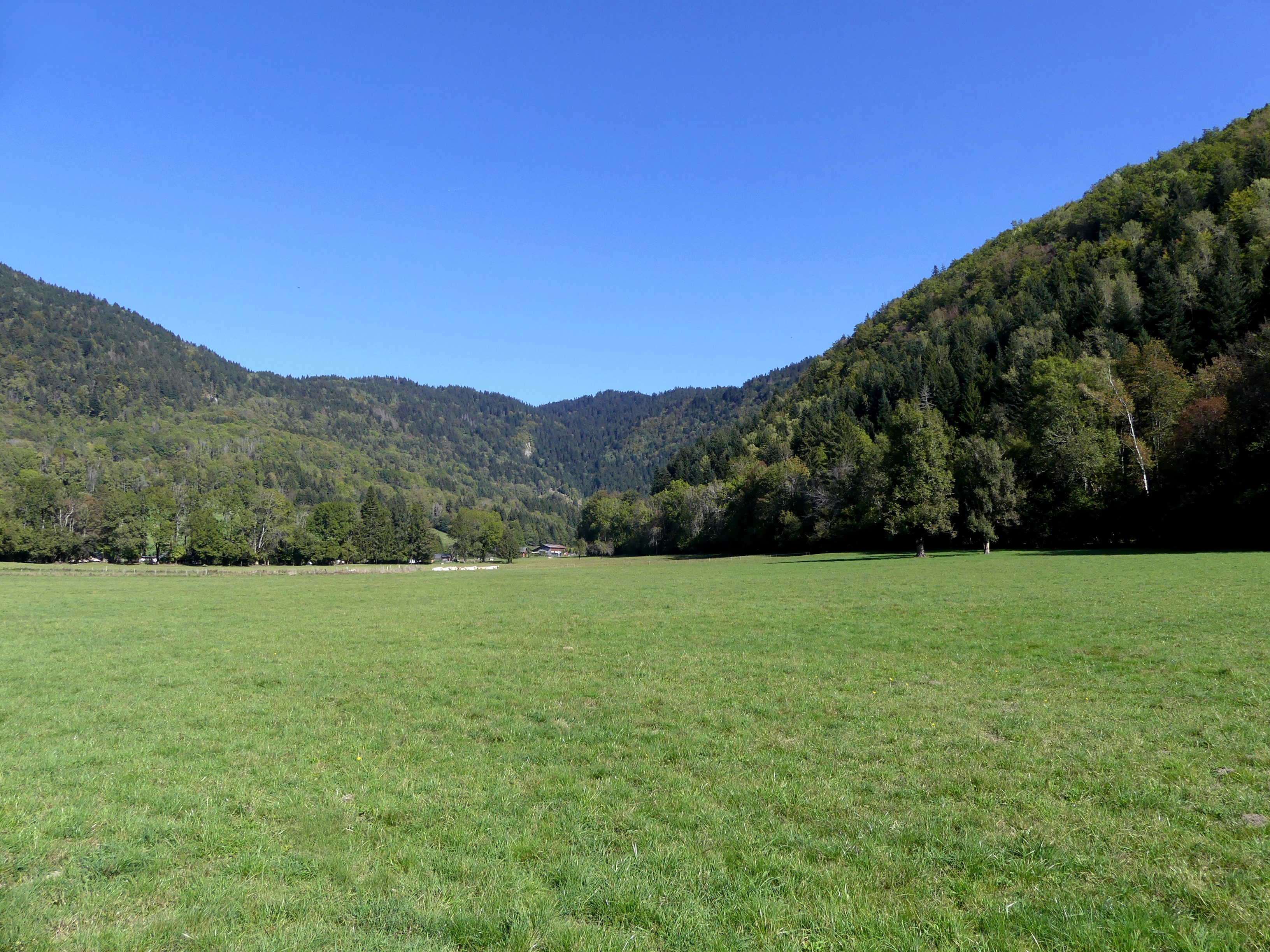
Amont de la vallée à la source du Gelon.
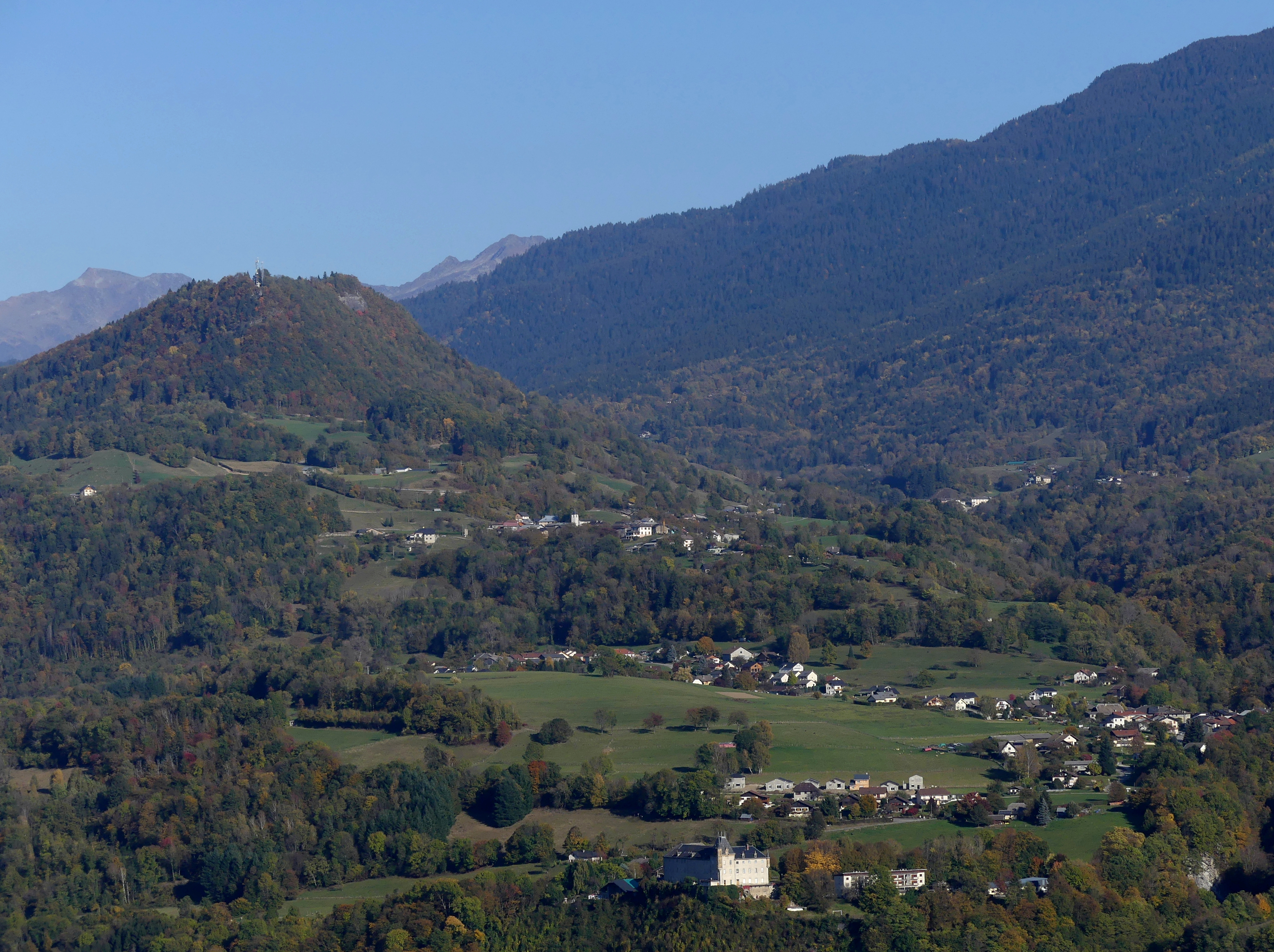
Aval de la vallée au niveau de La Rochette.

## Histoire
Au cours de la période médiévale, la vallée relève de la seigneurie de L'Huïlle, ou encore l'Euille ou de l'Ullie, dont La Table était le chef-lieu, avec son château, édifié au XIIe siècle. Selon l'historien Félix Bernard, le nom d'origine de cette terre pourrait être Clarelli. Il permet le contrôle de la route menant au col du Grand Cucheron, marquant la limite entre le val Gelon et la grande vallée de la Maurienne.
Ce fief appartient au cours de la période médiévale à différentes familles nobles. Le premier propriétaire mentionné est Pierre de l'Aiguille, puis les de Vados, les du Gua, et enfin la famille d'Arvillard, avant de passer aux Morestel/Morêtel/Moretel, originaires du Grésivaudan, en Dauphiné. En 1258, l'évêque de Maurienne, Pierre de Morestel, originaire de la Provenchère, achète la maison et une tour du château. Il ne verse que la moitié de la somme, 27 000 sols viennois sur les 42 000 sols demandé, le restant correspondant à la dot de l'épouse, issue des Arvillard, de son neveu, Chabert.
Sur l'autre rive, Chabert acquiert Le Verneil et fait construire deux maisons-fortes afin de compléter le contrôle de la vallée. Une descendante, refusant de prêter hommage au suzerain, la seigneurie passe aux vicomtes de La Chambre, en 1356. Ces derniers obtiennent à la suite la seigneurie de La Rochette. Ils sont à l'origine de l'édification de « quatre tours sur le pic de l'Huïlle ».
Le mandement de l'Huïlle comprend cinq paroisses du Val Pelouse : pour la partie montagnarde Le Pontet, Bourget, La Table, et Le Verneil, et dans la plaine, le hameau de Mollard-Rey (sur la commune de La Trinité) et la paroisse de La Croix-de-la-Rochette.
Lors de l'invasion des troupes françaises du duché de Savoie, le Château de Charbonnières, qui contrôle l'accès à la Maurienne, à Aiguebelle, est pris en 1595. Les troupes de Lesdiguières se tournent vers le château de l'Huïlle qui tombe à son tour après quelques jours de résistance. Lors du conflit suivant, en 1600, le château de L'Huïlle est pris et rasé par les armées du roi Henri IV.